# ميلدغفيل
ميلدغفيل (بالإنجليزية: Milledgeville, Georgia)‏ هي مدينة تقع في مقاطعة بالدوين، جورجيا بولاية جورجيا في الولايات المتحدة. تبلغ مساحة هذه المدينة 53.3 (كم²)، وترتفع عن سطح البحر 100 م، بلغ عدد سكانها 18382 نسمة في عام 2010 حسب إحصاء مكتب تعداد الولايات المتحدة.

## التركيبة السكانية
حدّد مكتب تعداد الولايات المتحدة بيانات التركيبة السكانية لميلدغفيل في تعداد الولايات المتحدة. في ما يلي، التركيبة السكانية حسب تعدادي 2000 و2010.

### تعداد عام 2000
بلغ عدد سكان ميلدغفيل 18,757 نسمة بحسب تعداد عام 2000، وبلغ عدد الأسر 4,755 أسرة وعدد العائلات 2,642 عائلة مقيمة في المدينة. في حين سجلت الكثافة السكانية 353.2 نسمة لكل كيلومتر مربع (914.8/ميل2). وبلغ عدد الوحدات السكنية 5,356 وحدة بمتوسط كثافة قدره 100.9 لكل كيلومتر مربع (261.3/ميل2).
وتوزع التركيب العرقي للمدينة بنسبة 49.94% من البيض و47.68% من الأمريكيين الأفارقة و0.13% من الأمريكيين الأصليين و1.55% من الأمريكيين ذوي الأصول الآسيوية و0.01% من سكان جزر المحيط الهادئ و0.20% من الأعراق الأخرى و0.50% من عرقين مختلطين أو أكثر و1.23% من الهسبانيون أو اللاتينيون من أي عرق.
بلغ عدد الأسر 4,755 أسرة كانت نسبة 29.7% منها لديها أطفال تحت سن الثامنة عشر تعيش معهم، وبلغت نسبة الأزواج القاطنين مع بعضهم البعض 33.6% من أصل المجموع الكلي للأسر، ونسبة 18.7% من الأسر كان لديها معيلات من الإناث دون وجود شريك، بينما كانت نسبة 3.2% من الأسر لديها معيلون من الذكور دون وجود شريكة وكانت نسبة 44.4% من غير العائلات. تألفت نسبة 31.7% من أصل جميع الأسر من عدة أفراد يعيشون في نفس المنزل ونسبة 10.7% كانت تتألف من شخص يعيش بمفرده يبلغ من العمر 65 عاماً أو أكثر. وبلغ متوسط حجم الأسرة المعيشية 2.35، أما متوسط حجم العائلات فبلغ 3.04.
بلغ العمر الوسطي للسكان 33.0 عاماً. وكانت نسبة 13.9% من القاطنين تحت سن الثامنة عشر، وكانت نسبة 10.7% بين الثامنة عشر والرابعة والعشرين عاماً، ونسبة 15.5% كانت واقعةً في الفئة العمرية ما بين الخامسة والعشرين والرابعة والأربعين عاماً، ونسبة 12.2% كانت ما بين الخامسة والأربعين والرابعة والستين، ونسبة 7.3% كانت ضمن فئة الخامسة والستين عاماً فما فوق. يوجد لكل 100 أنثى 84.1 ذكر، ويوجد لكل 100 أنثى في الثامنة عشر من عمرها فما فوق 78.7 ذكر.
بلغ متوسط دخل الأسرة في المدينة 30,484 دولارًا، أما متوسط دخل العائلة فبلغ 44,683 دولارًا. وكان متوسط دخل الذكور 30,794 دولارًا مقابل 23,719 دولارًا للإناث. وسجل دخل الفرد الخاص بالمدينة 12,782 دولارًا. وكانت نسبة 14.8% من العائلات ونسبة 24% من السكان تحت خط الفقر، وكان من هؤلاء نسبة 29.6% تحت سن الثامنة عشر ونسبة 16.3% في الخامسة والستين من العمر وما فوق.

### تعداد عام 2010
بلغ عدد سكان ميلدغفيل 17,715 نسمة بحسب تعداد عام 2010، وبلغ عدد الأسر 5,936 أسرة وعدد العائلات 2,830 عائلة مقيمة في المدينة. في حين سجلت الكثافة السكانية 333.6 نسمة لكل كيلومتر مربع (864.0/ميل2). وبلغ عدد الوحدات السكنية 6,856 وحدة بمتوسط كثافة قدره 129.1 لكل كيلومتر مربع (334.4/ميل2).
وتوزع التركيب العرقي للمدينة بنسبة 53.43% من البيض و42.24% من الأمريكيين الأفارقة و0.15% من الأمريكيين الأصليين و1.74% من الأمريكيين ذوي الأصول الآسيوية و0.06% من سكان جزر المحيط الهادئ و0.91% من الأعراق الأخرى و1.47% من عرقين مختلطين أو أكثر و2.27% من الهسبانيون أو اللاتينيون من أي عرق.
بلغ عدد الأسر 5,936 أسرة كانت نسبة 24.4% منها لديها أطفال تحت سن الثامنة عشر تعيش معهم، وبلغت نسبة الأزواج القاطنين مع بعضهم البعض 23.3% من أصل المجموع الكلي للأسر، ونسبة 20.5% من الأسر كان لديها معيلات من الإناث دون وجود شريك، بينما كانت نسبة 3.9% من الأسر لديها معيلون من الذكور دون وجود شريكة وكانت نسبة 52.3% من غير العائلات. تألفت نسبة 29.8% من أصل جميع الأسر من عدة أفراد يعيشون في نفس المنزل ونسبة 9.5% كانت تتألف من شخص يعيش بمفرده يبلغ من العمر 65 عاماً أو أكثر. وبلغ متوسط حجم الأسرة المعيشية 2.34، أما متوسط حجم العائلات فبلغ 2.91.
بلغ العمر الوسطي للسكان 25.5 عاماً. وكانت نسبة 14.8% من القاطنين تحت سن الثامنة عشر، وكانت نسبة 34.3% بين الثامنة عشر والرابعة والعشرين عاماً، ونسبة 20.8% كانت واقعةً في الفئة العمرية ما بين الخامسة والعشرين والرابعة والأربعين عاماً، ونسبة 19.5% كانت ما بين الخامسة والأربعين والرابعة والستين، ونسبة 10.6% كانت ضمن فئة الخامسة والستين عاماً فما فوق. وتوزع التركيب الجنسي للسكان بنسبة 50% ذكور و50% إناث.

## أعلام
- توملينسون فورت
- جون ك. جاكسون
- فلانيري أوكونور
- ألفا م مبكين
- إسحاق بوتس
- ألان فروست ارتشر
- أغسطس هولمز كنعان
- جون باسيل لامار
- كيفن براون
- بريان إم. توماس

## وصلات خارجية
- www.milledgevillega.us
- Cities & Counties - Georgia.gov